# 李茂生
李 茂生（リー・マオション、 Mau-Sheng Lee、1954年10月1日 - ）は、台湾（中華民国）の刑事法学者。国立台湾大学法律学院教授。

## 人物・経歴
国立台湾大学卒業後、1991年一橋大学大学院法学研究科博士課程修了、法学博士。指導教官福田雅章。国立台湾大学法律学院教授や、国立台湾大学法律学院特聘教授、国立台湾大学法律学院副院長等を歴任し、ミシェル・フーコーや、ジョルジョ・アガンベンの理論で刑法の研究を行い、中華民国の少年法改正にあたるなどした。